# 리바이 스트라우스
리바이 스트라우스(본명: 뢰프 슈트라우스, 영어: Levi Strauss, 영어 발음: /ˈliːvaɪ ˈstraʊs/, 1829년 2월 26일 ~ 1902년 9월 28일)는 미국으로 이주 정착한 독일계 유대인으로 청바지를 생산하는 공장을 세계 최초로 설립한 사람이다. 그의 공장 이름은 리바이 스트라우스 앤드 컴퍼니 (오늘날 리바이스)이며, 1853년 미국 캘리포니아주 샌프란시스코에서 첫 가동을 시작하였다.

## 생애 초기
바이에른 왕국 부텐하임 출생. 그의 부친(히르시)과 모친(레베카 하스 슈트라우스)는 2명의 자식을 두었으며, 부친은 마르틸데 바우만(1822년 사망)과 첫 결혼 생활을 시작한 이래로 5명의 자식들을 두었다. 바이에른에 살던 스트라우스 가족은 자신들이 유대인이었던 이유로 종교 차별을 경험하였다. 그들이 살 수 있던 곳에 제한들이 있었고, 그들의 신앙 때문에 특별 세금이 그들에 놓였다.
16세의 나이 경에 리바이 스트라우스는 결핵으로 부친을 잃었다. 2년 후에 그와 모친과 2명의 자매들은 미국으로 이민을 갔다. 자신들의 도착에 가족은 뉴욕에서 스트라우스의 두 명의 형들(조나스, 루이스)과 재결합하였다. 조나스와 루이스는 거기에 직물 비지니스를 설립하였고, 리바이는 그들을 위하여 일하러 갔다.

## 서부에서의 성공
1849년 캘리포니아 골드 러시는 많은 이들이 자신들의 재산을 추구하는 데 서부로 여행으로 이끌었다. 1853년 초기에 그는 광산 교역에 활용되는 여러 의류, 직물 등의 여러 물건들을 팔기 위해 샌프란시스코로 향했다.
자신의 사업이 번성하면서 스트라우스는 다수의 종교적과 사회적 문제들을 지지하였다. 그는 도시에서 첫 시나고그 에마누-엘 회당을 설립하는 도움을 주었다. 또한 스트라우스는 고아들을 위한 특별 기금들을 포함하여 몇몇의 자선 사업들에게 돈을 주었다.

## 청바지의 탄생
원래 리바이 스트라우스는 청바지가 아닌 마차 덮개용 질긴 천을 제작하여 판매하고 있었다. 때마침 그는 행운이게도 '골드 러쉬'라는 시대상황의 중심에 서있었다. 어느 날 한 사업 중개업자가 약 10만 장에 달하는 천을 스트라우스에게 주문하였는데, 이는 당시 스트라우스의 생산 가능범위를 한참 뛰어넘는 규모의 발주량이었다. 그는 주문량에 맞추기 위해 대출을 하여 설비를 확장시키면서까지 생산을 하였으나, 주문자가 퇴짜를 놓으면서 그가 생산한 마차덮개용 질긴 천들은 무용지물이 된다. 스트라우스는 잉여재고의 처분을 생각하던 중, 질긴 천들을 '바지'로 만들어야겠다는 아이디어를 떠올리며 이를 사업에 옮기게 되는데, 그것이 바로 청바지이다. 청바지의 발명은 당시 거친 작업을 하는 노동자 및 광부들에게 획기적인 의류였다.
흔히 우리가 알고 있는 '주머니에 금속을 박은 청바지'의 탄생은 1872년 제이콥 데이비스(Jacob Davis)라는 어느 한 재봉사가 리바이 스트라우스에게 편지를 쓰면서부터 시작된다. 제이콥은 원래 러시아인이었으나 미국으로 귀화한 자이다. 그는 미국으로 건너온 이후 네바다주 리노(Reno)에서 재봉업을 하고 있었다. 19세기 중반 미국 서부는 골드 러쉬(Gold Rush)로 인해 수많은 인파가 몰려 들어옴으로써 일상 소비재에 대한 수요가 폭발적으로 증가한 상황이었는데, 스트라우스가 만든 청바지도 그 중 하나였다. 당시 청바지는 '작업용 튼튼한 바지'라는 이미지가 서부지역 이주자 중심의 소비자들에게 이미 충분히 심어진 상태였으나, 예상외로 주머니가 빈번히 뜯어진다는 애로사항(단점)이 있었으며, 물론 이는 제이콥이 자주 수선하던 다른 일반 바지들에서도 나타났다. 그는 자신이 직접 애로사항을 해결하고 싶었으나, 본격적인 사업을 펼칠 만한 금전적 여유가 마땅치 않았다. 그러던 중 제이콥은 리바이 스트라우스에게 편지를 써서 동업할 것을 제안하게 되는데, 그의 주요 핵심 아이디어는 주머니에 리벳(Rivet)을 박아넣어 내구도를 높이는 것이었다. 이후 제이콥의 아이디어와, 이를 채택하여 상용화에 성공한 스트라우스는 해당 제작 방식(리벳을 박아넣은 것)의 특허 등록에 성공하면서 오늘날의 우리가 입는 완벽한 형태의 블루진(청바지)이 만들어졌다.

## 이후의 세월
회사에서 자신이 활동에 남아있던 동안 스트라우스는 자신을 위하여 일을 한 조카들에게 더욱 많은 책임들을 주기 시작하였다. 그는 도움이 필요한 자들에게 지속적으로 관대하여 1897년 캘리포니아 대학교에서 28개의 장학금을 위하여 기금을 마련하였다.

## 사망
1902년 9월 26일 73세의 나이로 샌프란시스코 저택에서 사망하였다. 그의 사후, 그의 조카 제이컵 스턴이 회사 사장으로서 기업을 차지하였다. 그가 창조하는 데 도움을 준 리바이스로 알려진 전설적 바지들은 지속적으로 인기가 있었으며 10년간 세월들 동안 패션 스테이플로 남아있었다.